# Turík
Turík é um município da Eslováquia, situado no distrito de Ružomberok, na região de Žilina. Tem 8,27 km² de área e sua população em 2018 foi estimada em 254 habitantes.

## Demografia
| Ano:        | 1994 | 2004   | 2014   | 2024    |
| ----------- | ---- | ------ | ------ | ------- |
| Broj ljudi: | 204  | 218    | 232    | 300     |
| Razlika:    |      | +6,86% | +6,42% | +29,31% |

| Ano:               | 2023 | 2024   |
| ------------------ | ---- | ------ |
| Número de pessoas: | 304  | 300    |
| Diferença:         |      | -1,31% |